# Ritratto di Lorenzo de' Medici duca di Urbino
Il Ritratto di Lorenzo de' Medici duca di Urbino è una scultura in marmo (175x80 cm) di Michelangelo Buonarroti, databile al 1531-1534 circa e facente parte della decorazione della Sagrestia Nuova in San Lorenzo a Firenze. In particolare è la statua centrale della tomba di Lorenzo e, come è noto, non riproduce le fattezze del defunto, ma si tratta di un'elaborazione ideale ed eroica della sua figura.

## Storia
Il ritratto di Lorenzo dovette essere iniziato nella fase seguente la ripresa dei lavori alla Sagrestia, dopo l'assedio di Firenze, nel 1531, anche se alcuni ipotizzano che fosse già avviato nel 1525. Nel 1533 veniva dato al Montorsoli il Ritratto di Giuliano per le rifiniture, ed è estremamente probabile che anche il ritratto di Lorenzo subì la stessa sorte in un periodo relativamente vicino. In ogni caso doveva essere completato al 1534, anno della partenza definitiva di Michelangelo da Firenze.

Dettaglio

## Descrizione e stile
L'opera, inserita in una nicchia, mostra il giovane duca seduto, vestito come un antico generale romano e in atteggiamento "pensoso", come rilevò già Vasari, secondo una precisa tipologia rinascimentale detta del "melanconico", dai risvolti alchemici. La sua posizione è anche stata letta come un riferimento alla "vita contemplativa" della dottrina neoplatonica: le stesse personificazione di Aurora e Crepuscolo sono infatti i momenti meditativi della giornata. Altri videro nell'opera valori politici (la "meditazione del tiranno"), spunti autobiografici (meditazione dell'artista), o ancora riferimenti alla teoria umorale.
La corazza aderisce al corpo come una guaina, che rivela il busto muscoloso, così come i calzari alti scompaiono lungo lo stinco per rivelare i piedi nudi. Al Montorsoli sono stati attribuiti i rilievi dell'armatura e dell'elmo, nonché, secondo Charles de Tolnay, il dettaglio del piede sporgente dalla base, per aumentare la spazialità, un espediente mai usato da Michelangelo che invece scolpiva sempre nell'esatta misura del blocco. I lineamenti del volto di Lorenzo, noti da numerosi dipinti, vennero nobilitati in maniera astratta, rifacendosi all'arte imperiale.
I vari attributi presenti sono stati scandagliati dalla critica. La mano destra girata in fuori, presente anche nella Pietà Bandini o nel Bambino della Madonna della Scala, è usata dall'artista per simboleggiare l'abbandono del corpo nel sonno o nella morte.
L'elmo con la maschera leonina, ripreso dall'arte etrusca o dalla tomba del cardinal Basso di Andrea Sansovino in Santa Maria del Popolo a Roma, è stato letto come simbolo di fortezza. La cassetta-salvadanaio con la testa zoomorfa è stata interpretata come allusione alla parsimonia o alla morte, come era la presenza degli oboli nell'arte funeraria antica. L'oggetto nella mano sinistra è un fazzoletto o una piccola borsa, di incerto significato.
Il volto in ombra richiama la facies nigra del dio Saturno, protettore dei melanconici. L'indice sulla bocca ricalca il motivo saturnino del silenzio. Il braccio reclinato è un topos iconografico dell'umore malinconico.
Similitudini iconografiche, nella posizione, si riscontrano con l'Isaia sulla volta della Cappella Sistina.